# Miconia bucherae
Miconia bucherae är en tvåhjärtbladig växtart som beskrevs av Brother Alain. Miconia bucherae ingår i släktet Miconia och familjen Melastomataceae. Inga underarter finns listade i Catalogue of Life.